# 歐文整
歐文整（1400年—？年），字正宗，四川眉州人，明朝政治人物。

## 生平
正統四年（1439年）己未科進士。官行人司行人。